# 克拉丽斯·贝克特
克拉丽斯·马乔里班克斯·贝克特（Clarice Marjoribanks Beckett ，1887年3月21日—1935年7月7日）是一名澳大利亚艺术家，也是澳大利亚调性运动的重要成员。

## 早年
贝克特出生于维多利亚州的卡斯特顿，是银行经理约瑟夫·克利夫登·贝克特（Joseph Clifden Beckett；c.1852-1936 ）和他的妻子伊丽莎白·凯特（Elizabeth Kate, née Brown；c.1855-1934）的女儿。她的祖父是苏格兰建筑师约翰·布朗。
她在卡斯特顿读过小学，后在巴拉瑞特的中学女王学院寄宿。在巴拉瑞特，她表现出很强的绘画天赋，在巴拉瑞特上过私人素描课，还曾写过一部戏剧，由同学表演。她的家人搬迁到南亚拉肯辛顿路22号后，她转入墨尔本英格兰教会女子文法学校（Melbourne Church of England Girls' Grammar School）完成了最后一年的学业。1914年，她就读于墨尔本的国家美术馆学校，师从弗雷德里克·麦卡宾、马克思·梅尔德伦，后者颇具争议的理论对她影响很大。
1919年，她的父母从本迪戈搬到当时未开发的墨尔本海滨郊区博马里斯，由于他们的健康状况不佳，贝克特担起家庭的重担，这极大地限制了她在艺术上的追求。贝克特只能在黎明和黄昏出去画画，因为她一天中的大部分时间都在照顾家人，并在这样的情况下度过了余生。
1935年，贝克特因在博马里斯附近发生风暴的海域作画而患上了肺炎，四天后在桑德灵厄姆的一家医院去世。她被安葬在切尔滕纳姆纪念公园（Cheltenham Memorial Park）。

## 作品

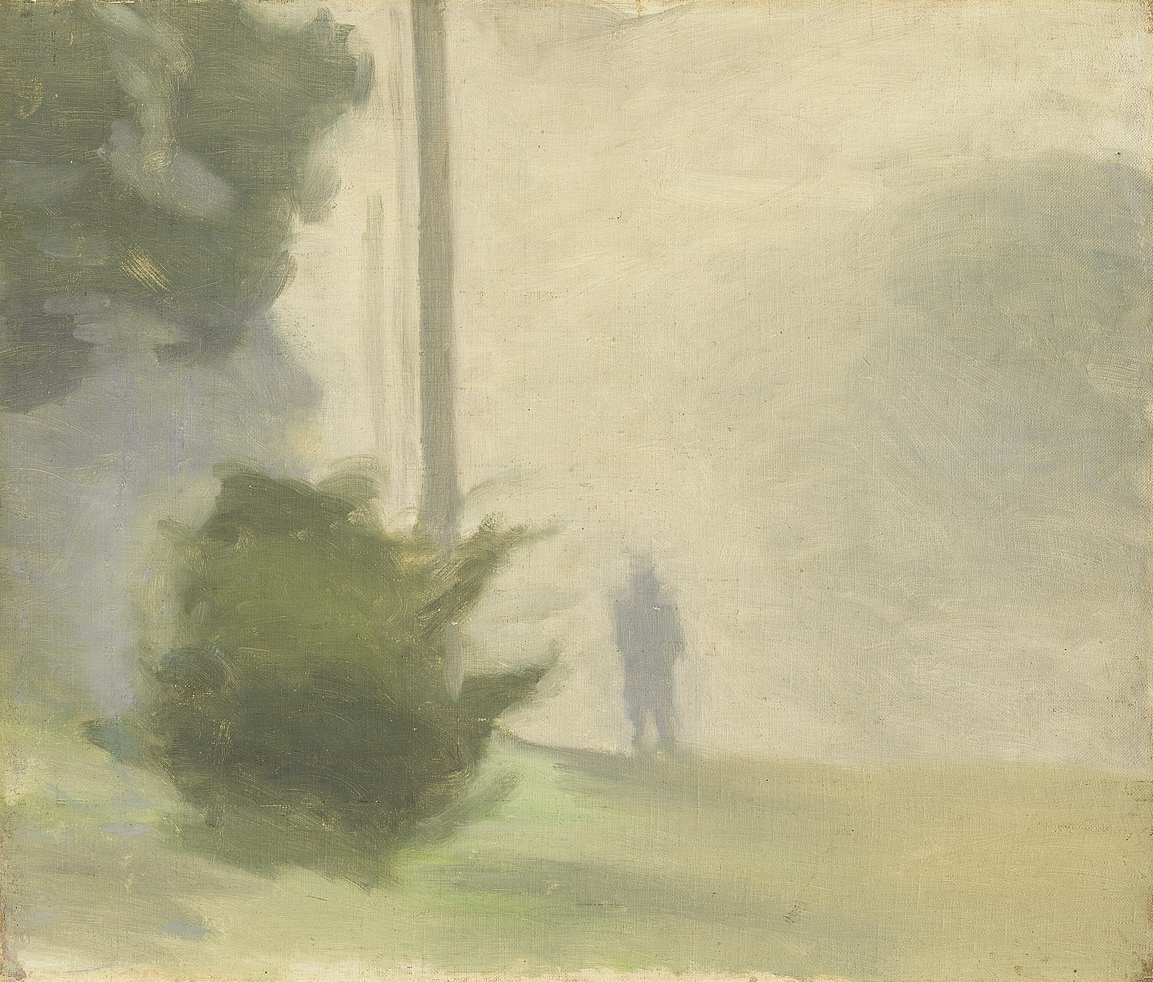
《Silent Approach》，约1924年，澳洲國立美術館

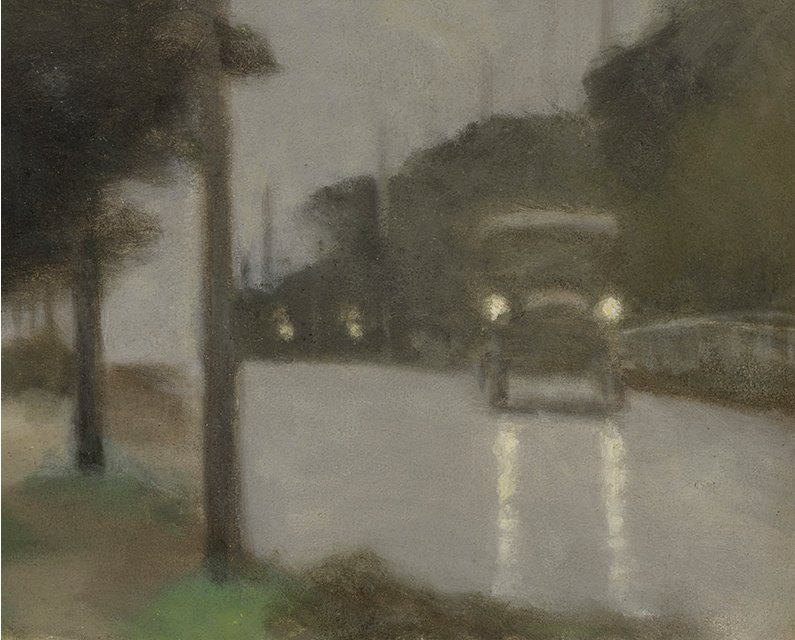
《汽车灯光》（Motor Lights），1929，南澳大利亚艺术画廊

贝克特是澳大利亚最重要的现代主义艺术家之一，尽管有些人说她是“莫奈的女儿”。她在肖像画和静物画上颇具天赋，这也是她的老师梅尔德伦偏爱的主题，但其实贝克特更喜欢绘画户外风景。
她绘制了博马里斯大量清晨和傍晚的海、海滩以及郊外景色。坎迪斯·布鲁斯（Candice Bruce）说她的作品有“一种永恒的忧郁感：一种混合着平静的脆弱感，即使一个人完全不知道艺术家生活的细节，仍然会感觉到这一点”。
三十多岁时，贝克特在1924年第六届“墨尔本二十位画家”（Twenty Melbourne Painters）年展的手册中阐明了她的艺术目标：
真诚而真实地表现自然之美的一部分，展现明与暗的魅力，我努力以正确的色调来表达它们，从而尽可能地展现出一种真实的幻觉。
1936年，贝克特的姐姐和父亲在墨尔本雅典娜神庙举办了一场大型纪念展览。1971年，贝克特的姐姐表示她的2,000多件作品已被被遗弃在贝纳拉附近的一个露天干草棚中，大多数的状态已经无法挽救，但她在蒙萨尔瓦特还有30幅保存完好的作品。这些作品是在她博马里斯的家被清空后搬到那里的。
1971年开始，她的作品展逐渐增多。
她在世时，没有任何公共机构收藏她的作品，但现在几乎见于大多数澳大利亚主要画廊。2001年，她的画作在拍卖会上的价格已经达到六位数。她的《冬日日落》（Winter Sunset）于2021年10月以156,250澳元的价格售出。

## 扩展阅读
- Burn, Ian, , Bay Books, 1990  [23 March 2021], （原始内容存档于2022-06-19）
- Davis, Joseph (2021): THE LOST WORKS OF CLARICE BECKETT （页面存档备份，存于）
- Eagle, Mary; Jones, John (John James); ICI Australia, , Macmillan Australia, 1994, ISBN 978-0-7329-0778-5
- Fenner, Felicity; Bell, Jenny, , UNSW Sydney, 1995, ISBN 0733410014
- Hollinrake, Rosalind; Beckett, Clarice, 1887-1935, , Macmillan Company of Australia, 1979, ISBN 978-0-333-25243-7
- Holt, Stephanie, , Art and Australia, 1995, 33 (2): 232–243, ISSN 0004-301X
- Garry Kinnane (1996) Colin Calahan: a portrait, Melbourne University Press
- Locke, Tracey. . Adelaide: Art Gallery of South Australia. 2021. ISBN 9781921668463.
- McAuliffe, Chris, , Craftsman House, 1996, ISBN 978-976-641-029-2
- McGuire, M. A, , Australian Journal of Art, 1986, 5 (1986): 90–103, ISSN 0314-6464, doi:10.1080/03146464.1986.11432882
- McGuire, Margaret E, , 1984  [23 March 2021], （原始内容存档于2022-06-16）
- Perry, Peter W; Meldrum, Max, 1875-1955; Perry, John R., 1952-, , Castlemaine Art Gallery and Historical Museum, 1996, ISBN 978-0-9598066-7-0
- Terry Smith (1997) "Pictures of, painting as" in Levitus, Geoff; Levitus, Geoff, 1951-, , Craftsman House, 1997, ISBN 978-90-5704-031-3
- Robin Wallace-Crabbe (1997) "Artist's choice:- Eloquent silence", Art and Australia 1997 vol.35 no.2
- Drusilla Modejesa (2014) Clarice Beckett at the Edge: Clarice Beckett 29 April- 24 May 2014, Niagara Galleries (Catalogue of exhibition held at Niagara Galleries).
- Hollinrake, Rosalind, , Ian Potter Museum of Art, Melbourne, 1999, ISBN 0-7340-1593-3
- Modjeska, Drusilla, , Picador, 2002, ISBN 978-0-330-36372-3
- Thornell, Kristel,  1st, Allen & Unwin, 2010, ISBN 978-1-74269-123-7
- THE LOST WORKS OF CLARICE BECKETT （页面存档备份，存于）